# انتخابات الرئاسة الأرجنتينية 1854
انتخابات الرئاسة الأرجنتينية 1854 هي انتخابات رئاسية جرت في 1854، في الأرجنتين.
فاز بالانتخابات خوستو خوسيه دي كاروكا.